# Eixample

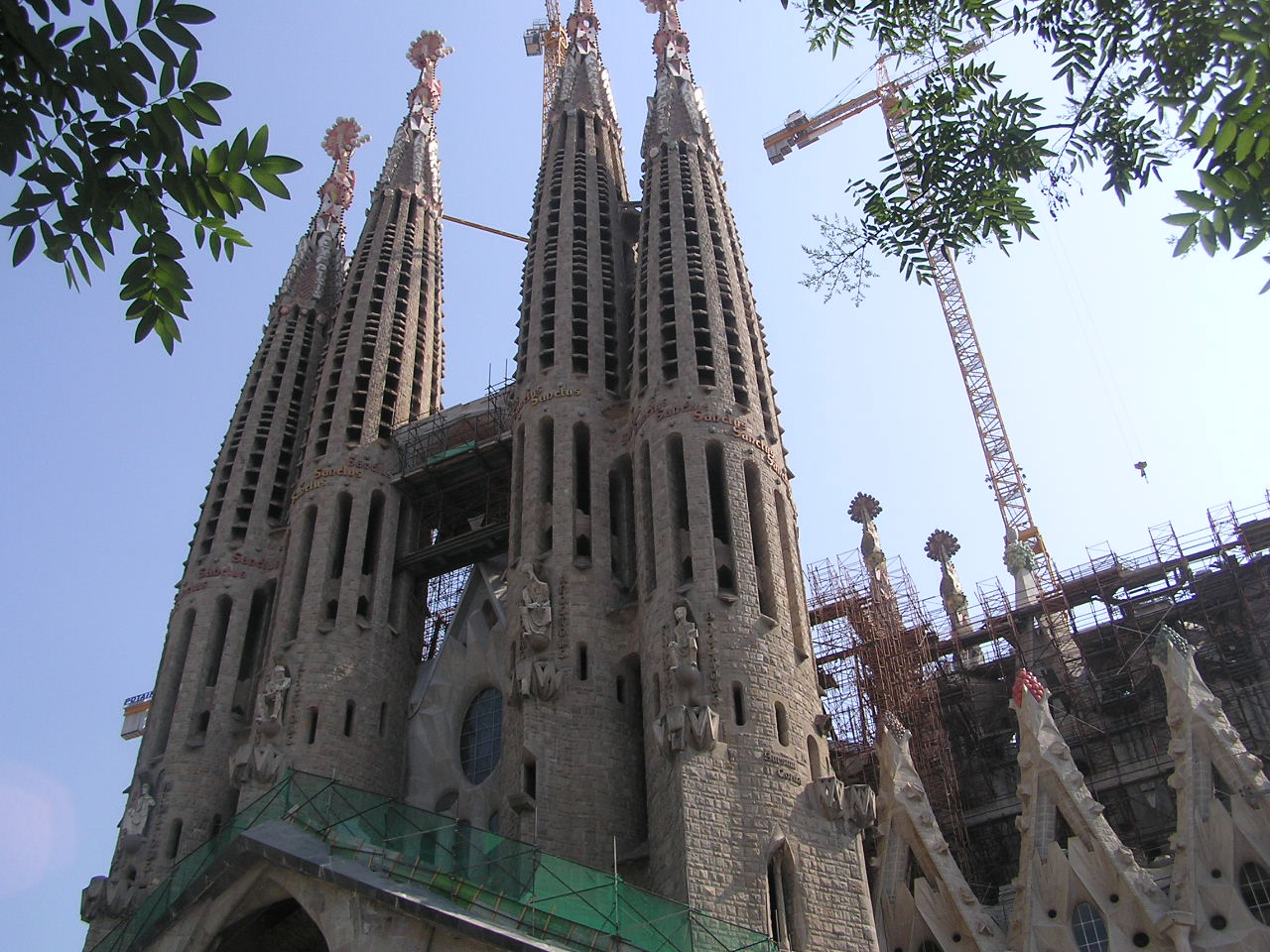
La Sagrada Família

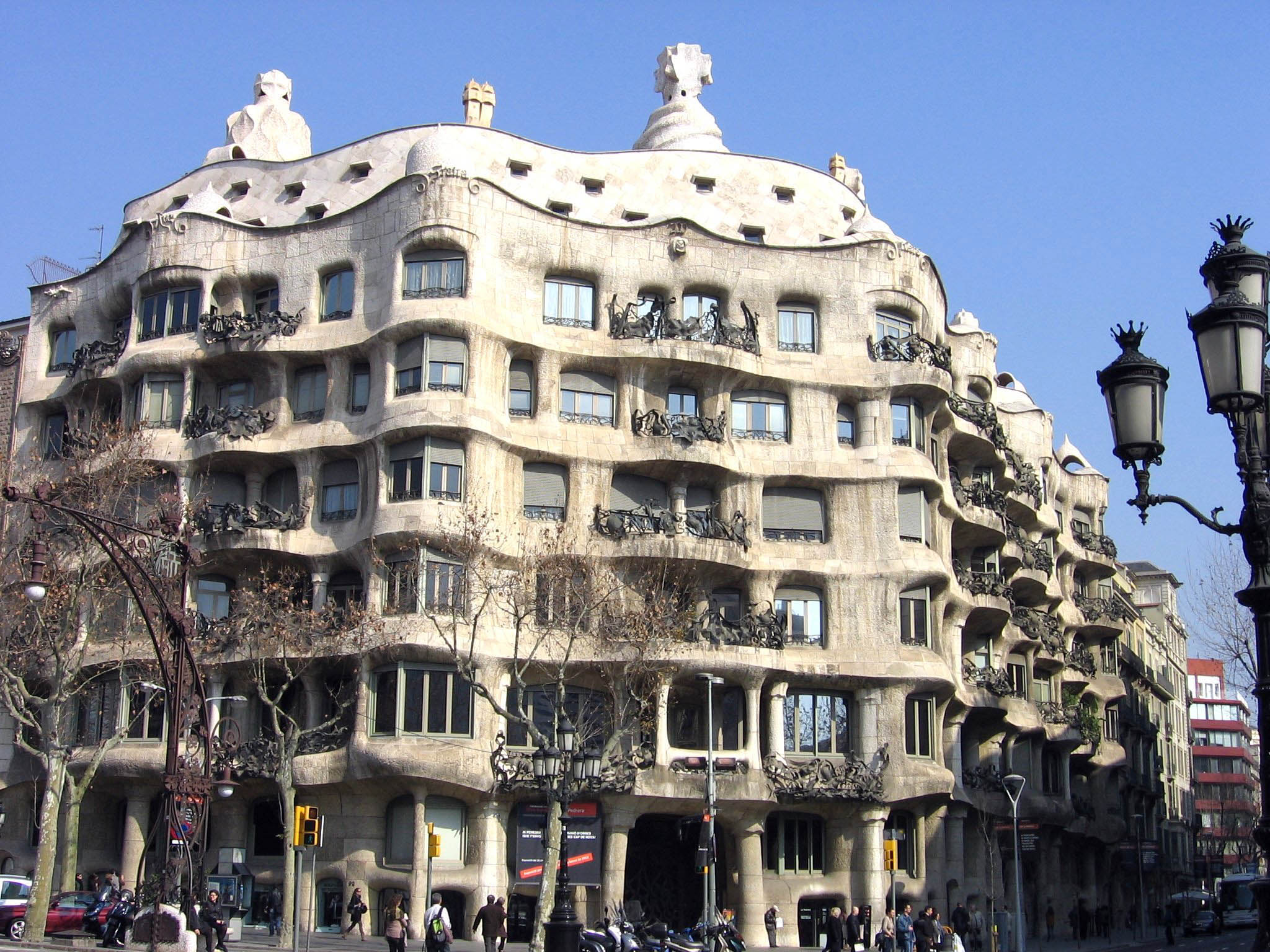
La Casa Milà

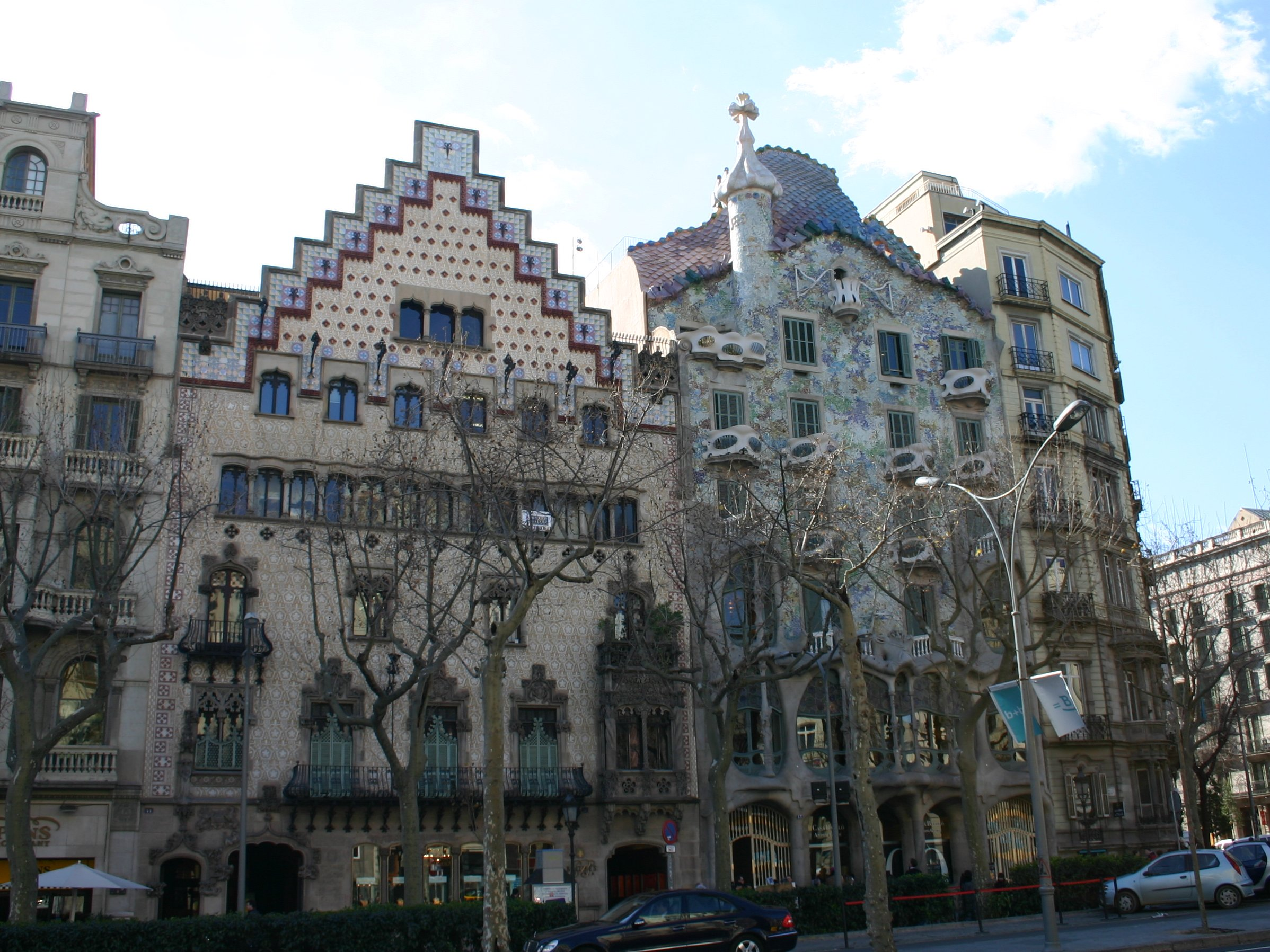
La Casa Amatller e la Casa Batlló

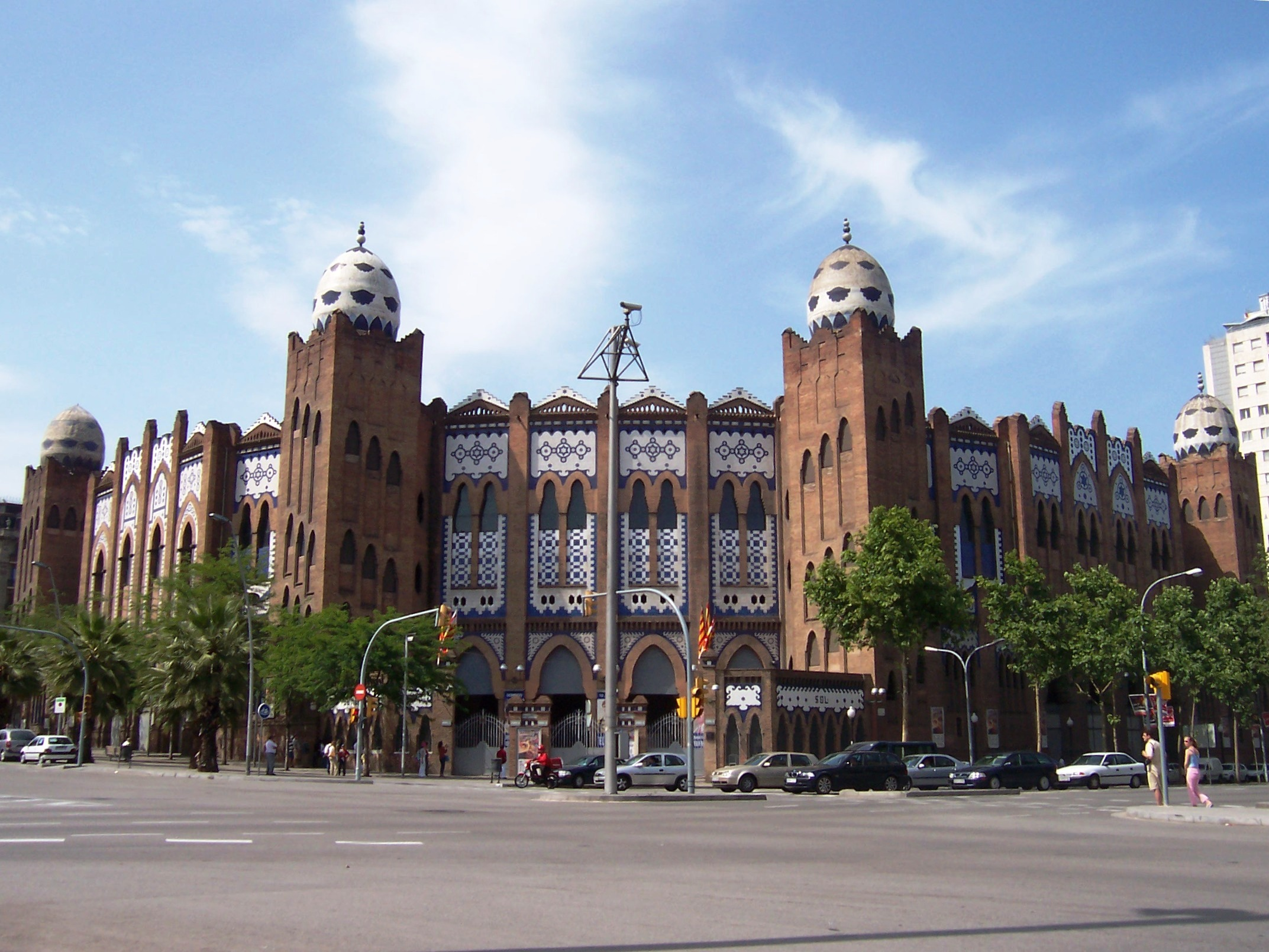
Plaza de toros Monumental

L'Eixample (in catalano o Ensanche, "ampliamento" in spagnolo) è il secondo distretto di Barcellona; occupa la parte centrale della città, in un'ampia zona di 7,45 km² disegnata da Ildefons Cerdà.
È il distretto più popolato di Barcellona, della Catalogna e di tutta la Spagna in termini assoluti (262 485 abitanti), e il secondo in termini relativi (35586 ab./km²).
Nel distretto dell'Eixample si possono trovare alcune delle vie e delle piazze più conosciute di Barcellona, come il Passeig de Gràcia, la Rambla de Catalunya, la Plaça Catalunya, la Avinguda Diagonal, il Carrer Aragó, la Gran Via de les Corts Catalanes, il Carrer Balmes, la Ronda de Sant Antoni, la Ronda de Sant Pere, il Passeig de Sant Joan, la Plaça de la Sagrada Família, la Plaça Gaudí, e ai suoi estremi, la Plaça de les Glòries Catalanes e la Plaça Francesc Macià.
Nell'Eixample si trovano numerosi punti d'interesse turistico e cittadino come la Sagrada Família, la Casa Milà, la Casa Batlló, il Teatre Nacional de Catalunya, l'Auditori, la plaza de toros La Monumental, la Casa de les Punxes, e numerosi altri teatri, cinema, ristoranti e negozi.

## Quartieri
| Cartina dei Quartieri           | Quartieri dell'Eixample |
| ------------------------------- | ----------------------- |
|                                 | Dreta de l'Eixample     |
| L'Antiga Esquerra de l'Eixample |                         |
| La Nova Esquerra de l'Eixample  |                         |
| Fort Pienc                      |                         |
| Sagrada Família                 |                         |
| Sant Antoni                     |                         |

## Contesto storico
Fino agli inizi del XIX secolo la città di Barcellona si sviluppava solamente all'interno delle mura di epoca medievale. Il territorio a nord, verso le colline era una zona pressoché disabitata, una zona di transizione tra la città e i villaggi periferici, prevalentemente destinata alle coltivazioni e ai pascoli degli abitanti di Barcellona e del vicino villaggio di Gràcia.
A partire dai primi decenni del XIX secolo, con lo sviluppo industriale e il conseguente boom demografico, le mura medievali cominciarono ad andare strette agli abitanti, che cominciarono a trasferirsi in zone che all'epoca erano municipi indipendenti e che oggi sono quartieri o distretti della città: Sants, Sarrià-Sant Gervasi, Gràcia, Sant Andreu o Sant Martí. La necessità di comunicare con queste zone diede origine a una serie di strade che oggi fanno parte della trama urbana. Tra queste è chiaramente riconoscibile l'attuale Passeig de Gràcia, che collega Barcellona con Gràcia e che durante quell'epoca fu non solo una via di comunicazione ma anche un vero e proprio luogo di incontro, passeggio e svago, nacquero ai lati della via giardini e zone di ritrovo utilizzate dagli abitanti di Barcellona e da quelli di Gràcia, arrivò a esistere una linea di trasporto trainata da cavalli, che precedette di molti anni gli attuali autobus.
La necessità di espansione e la nascita di un breve governo progressista, tra il 1854 e il 1856 diede il via alla demolizione della antiche mura, aprendo così la strada che avrebbe portato alla Barcellona attuale.

## I progetti di espansione
Nel 1855 il comune di Barcellona, pur non essendo intervenuto direttamente nel progetto, approva il progetto di espansione di Ildefons Cerdà. Il progetto prevedeva una città giardino con grandi spazi aperti, con edifici di solo tre piani molto distanti da loro, separati da grandi viali tutti uguali che non prevedevano differenze tra le varie classi sociali.
Per tutte queste ragioni la borghesia di Barcellona si oppose al progetto, considerandolo uno spreco di terreno, esisteva un chiaro conflitto d'interessi tra le due parti. Le proteste e la grande influenza politica della borghesia bloccarono il progetto già approvato.
Vista la reale necessità di elaborare un progetto che permettesse l'espansione della città, il municipio convocò nel 1859 un concorso di progetti urbanistici, che risultò vinto dal progetto dell'architetto Antoni Rovira i Trias. Il progetto era naturalmente più vicino alle pretese della borghesia: le strade erano larghe solo 12 metri, gli edifici potevano oltrepassare le altezze imposte da Cerdà, esisteva una netta divisione tra le classi sociali e gli edifici presentavano una più alta densità abitativa.
Dopo l'approvazione del progetto di Rovira i Trias nel 1860, il governo centrale di Madrid impose tramite un decreto reale il progetto di Ildefons Cerdà, non senza le proteste della popolazione. I lavori cominciarono quasi immediatamente ma, probabilmente a causa delle forti pressioni, lo stesso Cerdà nel 1863 ritoccò il suo progetto aumentando le superfici edificabili.
Nonostante la popolazione di Barcellona si sia opposta al progetto, e nonostante il risultato finale che conosciamo oggi abbia sofferto numerose modifiche rispetto al progetto originale di Cerdà, oggi nessuno più mette in dubbio che il progetto imposto per decreto fosse migliore di quello approvato o di qualsiasi altri presentato al concorso.

## L'ideologia del progetto Cerdà

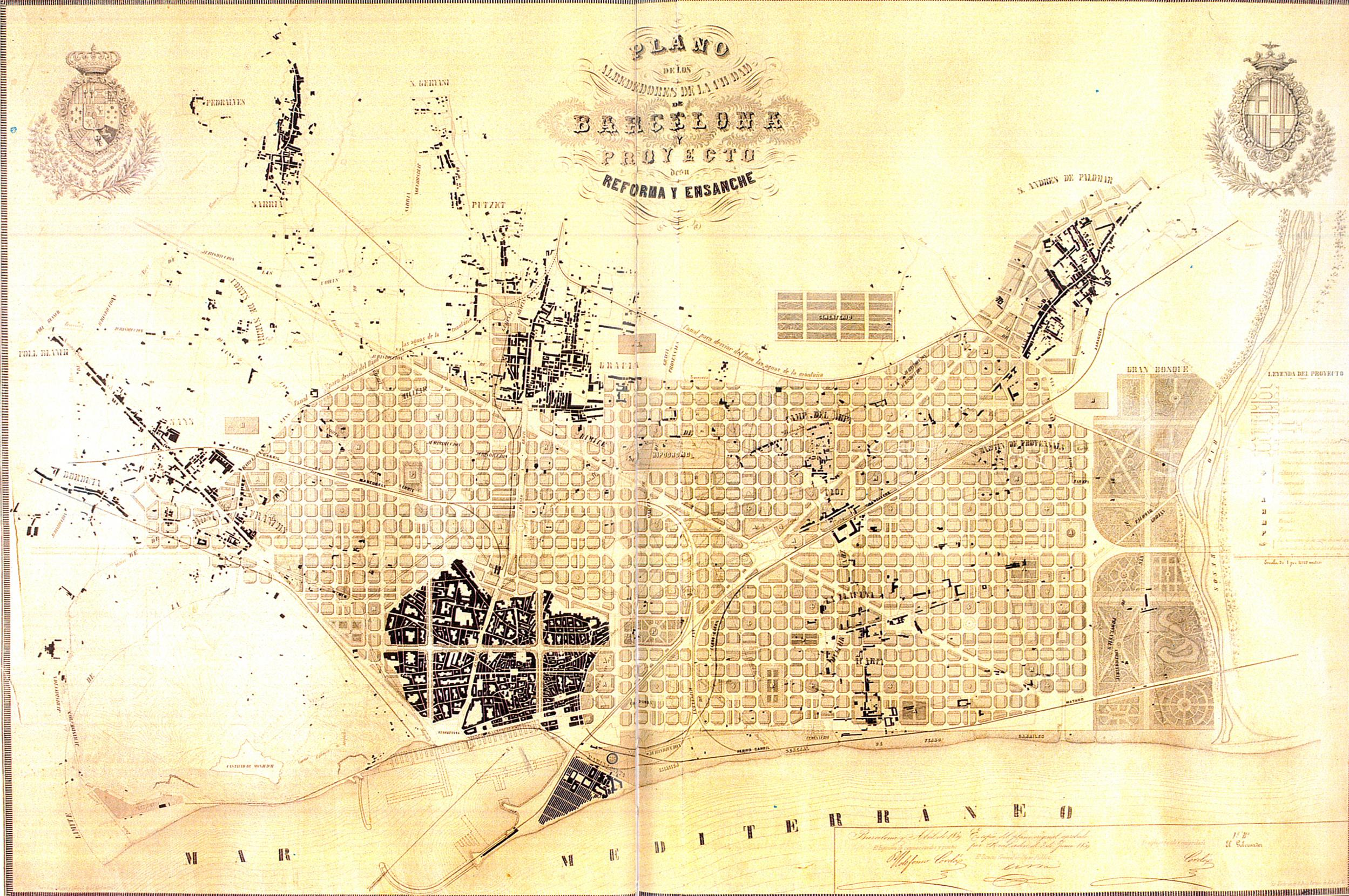
Piano dei dintorni della città di Barcellona e del progetto per il suo miglioramento ed ampliamento di Ildefons Cerdá i Sunyer (1859). Paradigma dell'espansione di tutte le città spagnole nel XIX sec.

Cerdà considerava il bisogno che le città siano fatte per le persone e pensava soprattutto ai problemi di salute, sia fisica sia mentale e sociale dei cittadini, la separazione tra edifici e la necessità che essi non superassero in altezza la larghezza delle strade in cui si trovano, giustificando questo con la necessità che il sole entri in tutte le strade senza che altri edifici lo impediscano. Arrivò così alla conclusione che le strade devono avere 20 metri di larghezza e che gli edifici non devono superare i 16 in altezza.
La larghezza degli edifici non doveva superare i 14 metri e le case dovevano avere vista sia sulla facciata anteriore sia su quella posteriore, questo unito alla larghezza delle strade avrebbe permesso una buona ventilazione e la presenza del sole in tutte le abitazioni, due questioni considerate vitali per la salute delle persone.
La città pianificata da Cerdà teneva in speciale considerazione lo svago, soprattutto ciò che riguardava i bisogni dei bambini e degli anziani, per questo motivo gli isolati (manzanas), che lui immaginava quadrati, dovevano essere costruiti solo su due lati, lasciando gli altri due lati liberi per giardini; così i bambini e gli anziani non avrebbero dovuto spostarsi di molto per fare passeggiate e per uscire a giocare, inoltre sarebbero diminuiti i rischi di incidenti per i bambini che non avrebbero più dovuto attraversare le strade trafficate.
L'idea di salute sociale porta a progettare quartieri autosufficienti, nei quali sono presenti un grande parco, un mercato municipale e la distribuzione equilibrata di tutti i servizi.

## Geometria dell'Eixample

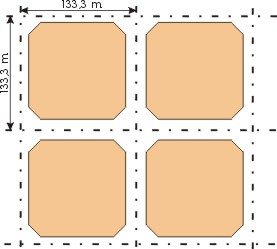
Schema della trama dei viali e delle strade

La grande estensione del terreno che corrisponde all'espansione di Cerdà, dal Montjuïc fino al fiume Besòs e dai limiti della città medievale fino alle antiche cittadine vicine, è concepita come un reticolo regolare formato da viali longitudinali, separati da una distanza di 133,3 metri, la regolarità del reticolo prosegue per tutto il tracciato urbano, ed è giustificata non solo per dare uguaglianza tra le classi sociali, ma anche per facilitare il transito dei veicoli e delle persone, inoltre, trovandosi tutte le strade alla medesima distanza e non esistendo vie più comode di altre, il valore delle abitazioni rimarrà uguale per tutte.

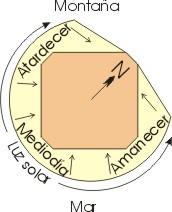
Schema della luce solare sugli isolati

Per quello che riguarda l'orientamento delle strade, queste in parte scorrono in direzione parallela al mare e altre in perpendicolare, questo rende possibile che i vertici dei quadrati coincidano con i punti cardinali e che ogni lato lungo tutta la giornata riceva luce diretta dal sole. Questo sottolinea una volta di più l'importanza del sole per il progettista.
Le strade generalmente sono larghe 20 metri, 10 dei quali costituiscono le carreggiate centrali e 5 per ogni lato sono destinati a marciapiedi; per necessità furono disegnate alcune vie più larghe, senza comunque alterare la regolarità del reticolo di 133,3 m, per recuperare i metri necessari ridusse adeguatamente le dimensioni degli isolati attraversati da queste vie, la Gran Via de les Corts Catalanes sotto la quale corre la metropolitana e il treno, il Carrer d'Aragó attraverso la quale per molti anni è passato il treno all'aria aperta.
Menzione speciale meritano il disegno del Passeig de Gràcia e della Rambla de Catalunya, dove con il fine di rispettare l'antica via per Gracia tracciò due vie consecutive di larghezza speciale dove in realtà seguendo il reticolo sarebbero dovute sorgere tre strade. Per rispettare l'antico tracciato, il Passeig de Gràcia non è esattamente parallelo al resto delle strade e questo fa sì che gli isolati esistenti tra le due vie citate siano quadrati, ma presentino molte irregolarità.
A tutto questo c'è da aggiungere la presenza di alcune strade che non seguono il tracciato reticolare e attraversano la zona in diagonale, come l'Avinguda Diagonal, l'Avinguda Meridiana, il Carrer Pere IV, e altre che furono tracciate rispettando la presenza delle antiche vie di comunicazione.

## Geometria degli isolati

Dimensioni degli isolati standard

Le dimensioni degli isolati sono dati dalle distanze prima menzionate tra i viali longitudinali e la larghezza dei viali stessi. Gli isolati sono formati da quadrilateri di 113,3 m per lato, tronchi sui vertici con uno smusso di 15 m; gli isolati arrivano a una superficie di 1,24 ettari, contrariamente alla credenza popolare che gli isolati siano della superficie esatta di 1 ettaro.
Cerdà giustificò lo smusso dei vertici degli isolati, per la visibilità che dava alla circolazione dei veicoli. La sua visione del futuro si dimostrò estremamente esatta, nei suoi scritti per definire i veicoli usa il termine di "locomotrici private", che un giorno si sarebbero mosse sulle strade e quindi intuiva già allora la necessità di grandi spazi.

Disegno e raggruppamento degli isolati

Dentro lo spazio di ogni isolato, Cerdà concepì due forme di base per situare gli edifici, una presentava due blocchi paralleli situati ai lati opposti lasciando al suo interno un grande spazio rettangolare destinato a giardino, l'altra presentava due blocchi uniti a forma di "L" situati nei due lati contigui dell'isolato, lasciando nel resto un grande spazio quadrato destinato a giardino.
La successione degli isolati del primo tipo dava come risultato un grande giardino longitudinale che attraversava le strade e il raggruppamento di quattro isolati del secondo tipo, convenientemente disposti formavano un grande quadrato edificato attraverso due strade perpendicolari con i quattro giardini riuniti in uno unico.

## Evoluzione degli isolati
A questo stato del progetto, ci si rese conto delle difficoltà di realizzazione, causate dalla popolazione di Barcellona, inoltre non tardarono a presentarsi attività speculative che cercavano di ottenere un maggiore spazio edificabile, la prima richiesta fu che se le strade erano larghe 20 m potevano aumentare la larghezza degli edifici a quella stessa misura, un'altra richiesta fu di occupare la zona centrale degli isolati con edifici bassi destinati, nella maggioranza dei casi a ospitare piccoli laboratori artigianali, così facendo sparirono la maggior parte dei giardini centrali, l'ultima operazione fu quella di chiudere gli isolati unendo tutti i lati e eliminando completamente i parchi creati.

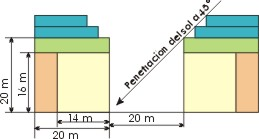
Evoluzione degli edifici

Sembrava che il processo speculativo sarebbe finito con queste tre modifiche al progetto, ma un nuovo argomento si aggiunse nel tempo. Se le strade erano larghe 20 metri, non ci sarebbe stato nessun problema se gli edifici fossero stati alti 20 metri anziché 16, visto che stando il sole a 45° avrebbe comunque illuminato tutti gli edifici, questa argomentazione unita alla costruzione di tetti più bassi fece guadagnare ben due piani in altezza.
Tenendo in conto la stessa teoria, se si costruiva sopra l'edificio un ulteriore piano, spostato però dalla facciata tanto quanto è alto il piano, si sarebbe riuscito ad aumentare lo spazio costruito senza che l'ombra intaccasse gli altri edifici, in questa maniera oltre all'attico si iniziò a costruire un sopra-attico.

## L'Eixample ieri e oggi
Qualche decennio dopo, agli inizi del XX secolo, l'Eixample divenne la culla del Modernismo che ebbe Antoni Gaudí, Lluís Domènech i Montaner e Josep Puig i Cadafalch come massimi esponenti. Oggi possiamo ammirare le più importanti opere moderniste nella zona dell'Eixample detta il Quadrat d'Or.
A dispetto e grazie al fatto che Cerdà concepì una città utopica, l'Eixample di oggi è estremamente viva, dopo 150 anni, agli inizi del XXI secolo, l'Eixample continua a essere il cuore della Barcellona attuale e continua la sua costruzione visto che per un lungo periodo lo sviluppo reticolare si era fermato verso il fiume Besós, nel distretto di Sant Martí i terreni destinati all'Eixample furono occupati da industrie che per le loro caratteristiche necessitavano di spazi superiori a quelli di un isolato, impedendo così per anni di aprire le strade progettate.
L'ultimo grande impulso dell'ampliamento si ebbe a partire dal 1986, quando Barcellona fu scelta per ospitare i Giochi olimpici del 1992, si costruì la Vila Olímpica, rispettando il tracciato dell'Eixample, permettendo così dopo più di un secolo all'Avinguda Diagonal di arrivare al mare.
Lo spostamento delle industrie fuori da Barcellona ha permesso poi di aprire le strade progettate molti anni fa e di urbanizzare nuove zone, in alcuni casi si stanno costruendo isolati con giardini molto simili a quelli dei progetti originali.

## L'Eixample nella cultura di massa
La maglia di casa del Barcellona nella stagione 2019-2020 è ispirata all'Eixample.